# Total Request Live On Tour
Total Request Live On Tour è stata la denominazione che la trasmissione di MTV Italia Total Request Live ha adottato durante il periodo estivo quando quest'ultima percorreva un tour in varie città italiane. Lo show, che durante l'inverno veniva trasmesso in diretta da Piazza del Duomo a Milano, a partire dal mese di aprile o maggio partiva alla volta di numerose città italiane. Il primo tour ufficiale fu nel 2006, anno in cui il programma decise di spostarsi in ben otto città italiane, l'ultimo nel 2009. TRL è stato sostituito nel 2010 da Total Request Live On the Road.

## Storia

### Prima del tour
Total Request Live ha iniziato a trasmettere da Milano il 1º novembre 1999 presso lo Spazio Fiorucci in piazza San Babila, per le prime due stagioni da ottobre a giugno. La terza stagione viene sempre ospitata a Milano, ma durante l'estate (dopo una breve trasferta a Bologna) decide di spostarsi nella città eterna: Roma per un mese intero. Il successo è così grande che la città viene confermata anche per l'estate successiva per la durata di ben due mesi.
Il 1º maggio 2004 a Roma si aggiunge un'altra città italiana, Napoli, aumentando così, da parte di tutti i telespettatori, la voglia del programma in altre città italiane. Naturalmente estate significa Roma e il programma per la terza volta consecutiva si trasferisce nella capitale. L'anno successivo le due città vengono confermate e ad esse se ne aggiunge una: Genova, dove si trasmette proprio vicino al mare. A settembre 2005 è la volta di Torino, dove piazza Carlo Alberto fa da scenografia al programma, anche se solo per 2 settimane.

### Gli anni del successo
Nel 2006 viene stabilito, dopo la prima edizione dei TRL Awards, il primo TRL On Tour: un tour estivo che attraverserà numerose città italiane dando così la possibilità a tutti coloro che seguono il programma di raggiungerlo nella località più vicina alla loro casa. Per la prima edizione il tour comprende 8 tappe che, per la prima volta nella storia dello show, tocca anche la Sicilia, trasmettendo direttamente sulla spiaggia. Nel 2007 viene confermata un'ulteriore edizione del tour, con una tappa in meno rispetto all'anno precedente, ma che riscuote comunque di un grande successo, confermando città come Bari, Torino, Roma e Napoli e promuovendone di nuove come ad esempio Firenze.
Nel 2008, subito dopo la terza edizione dei premi, parte anche la terza edizione del tour. A differenza dei precedenti, questo non vede protagoniste le più importanti città italiane come Torino e Roma, ma alcune città di minore importanza come Mantova, Reggio Calabria e Pescara. Quest'ultima gode di un successo davvero inaspettato che verrà confermata anche per l'anno successivo. Con l'ultima stagione, quella del 2009, tornano nel calendario di TRL, a grande richiesta, anche le città di Torino, Genova e Roma. Proprio Roma sarà l'ultima città a salutare per sempre il pubblico della trasmissione.

### DaOn TouraOn the Road
Dopo Roma il programma non ha fatto rientro a Milano ed è stato sospeso a tempo indeterminato dai palinsesti di MTV. L'8 marzo 2010 viene inizialmente creato My TRL Video, un temporaneo contenitore di video dove è possibile votare il proprio video preferito per portarlo come nominato in una categoria della quinta edizione dei TRL Awards, e in seguito TRL On the Road che sostituisce il vecchio TRL On Tour. Nel nuovo format TRL girerà le piazze italiane con il suo Truck invitando i ragazzi non solo ad essere il pubblico della trasmissione ma anche a prenderne parte. Ci sarà sempre la top 10, performance musicali e tantissime sorprese.

## Edizioni

### Prima stagione

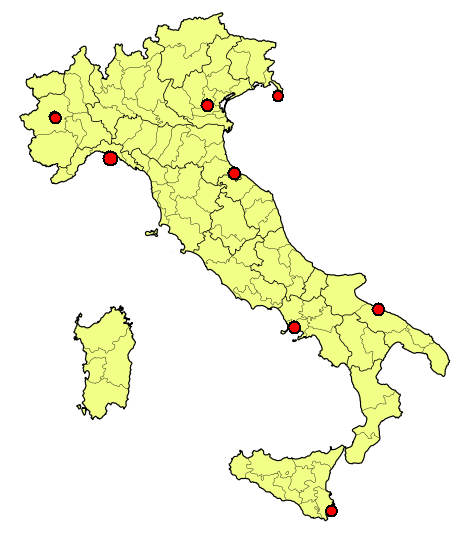
La mappa mostra i punti sulla cartina dove lo show è girato durante l'estate del 2006.

| Città    | Location                  | Data inizio | Data fine  | Male host           | Female host      | Orario diretta |
| -------- | ------------------------- | ----------- | ---------- | ------------------- | ---------------- | -------------- |
| Napoli   | Piazza Dante              | 12 aprile   | 22 aprile  | Alessandro Cattelan | Giorgia Surina   | 15:00-16:00    |
| Torino   | Piazza Carignano          | 27 aprile   | 6 maggio   | Alessandro Cattelan | Giorgia Surina   | 15:00-16:00    |
| Genova   | Porto antico              | 11 maggio   | 20 maggio  | Alessandro Cattelan | Giorgia Surina   | 15:00-16:00    |
| Padova   | Prato della Valle         | 25 maggio   | 3 giugno   | Alessandro Cattelan | Giorgia Surina   | 15:00-16:00    |
| Trieste  | Molo Audace               | 8 giugno    | 17 giugno  | Alessandro Cattelan | Giorgia Surina   | 15:00-16:00    |
| Rimini   | Piazzale Boscovich        | 22 giugno   | 1º luglio  | Alessandro Cattelan | Giorgia Surina   | 19:00-20:00    |
| Bari     | Piazza del Ferrarese      | 6 luglio    | 15 luglio  | Alessandro Cattelan | Giorgia Surina   | 19:00-20:00    |
| Siracusa | Lido Sayonara             | 22 luglio   | 5 agosto   | Alessandro Cattelan | Giorgia Surina   | 19:00-20:00    |
| Roma     | Piazza Augusto Imperatore | 13 ottobre  | 21 ottobre | Alessandro Cattelan | Victoria Cabello | 15:00-16:00    |

#### Il palco

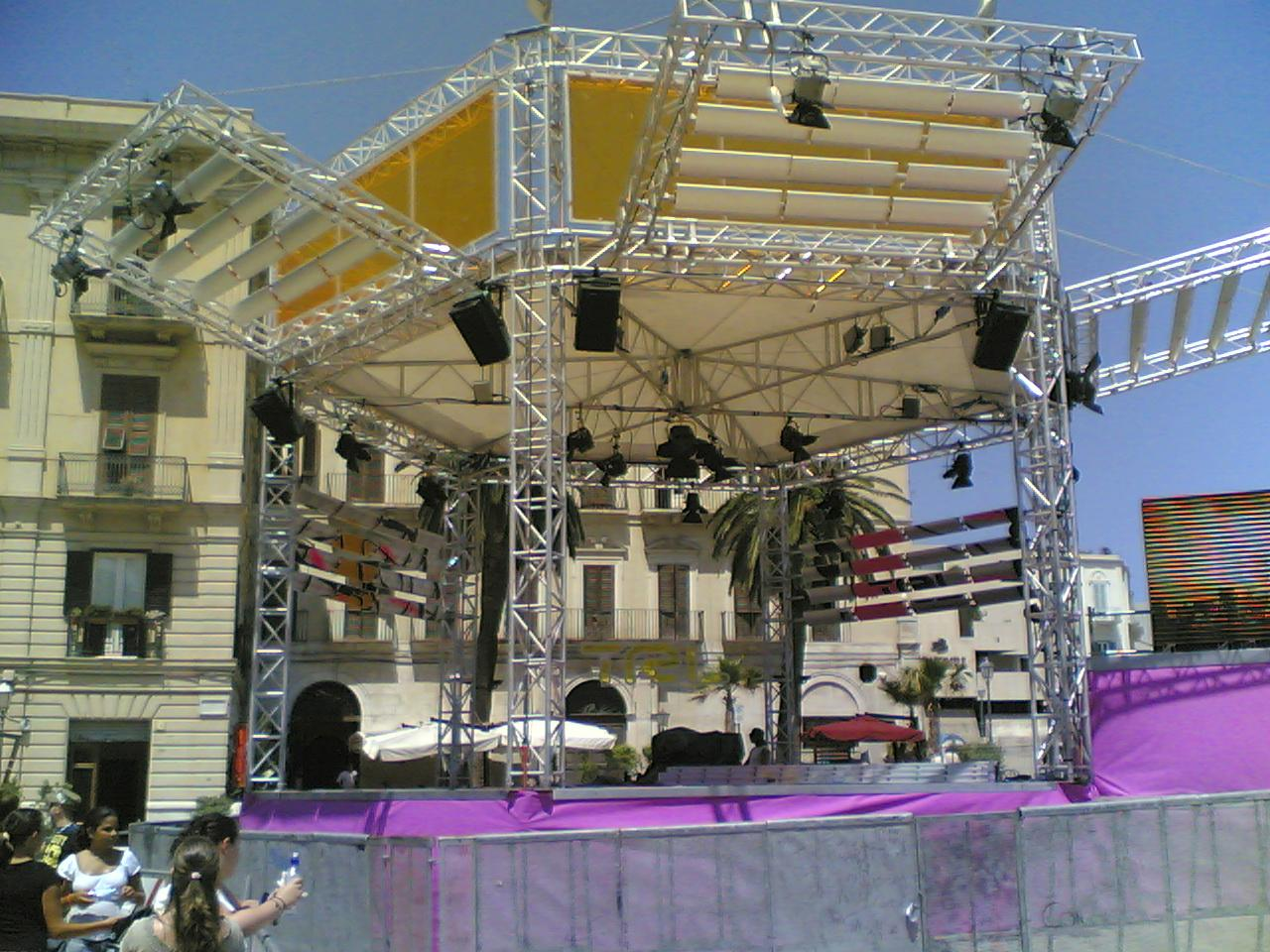
Il palco allestito nella tappa di Bari.

Il palco, di forma a base esagonale, è lo stesso che è stato utilizzato il 25 marzo durante la cerimonia della prima edizione dei TRL Awards. Per coprire il backstage sono stati utilizzati dei rettangoli di metallo messi l'uno parallelo all'altro creando così un effetto tendina. Una cosa che appare in molte parti sono degli spinotti che infatti caratterizzano la grafica del programma: sono visibili sul pavimento e anche sui rettangoli di metallo.
Oltre alla classica "fossa degli screamers" situata proprio davanti al palco, sono state aggiunte una passerella per essere più vicini al pubblico (dove, appunto, ai lati sono situati i ragazzi screamers) e la tower, ovvero una torre dove poter godere il programma da una vista migliore. Tra il palco e la tower è stato messo il ledwall, presente nella scenografia dello show a partire dalla permanenza torinese dello show nel 2005.
Sui rettangoli di metallo e sulla tower prendeva posto il logo di TRL in plastica trasparente gialla con i bordi grigi.
La configurazione del palco è stata modificata di tappa in tappa a seconda dello spazio disponibile e della piazza.
Nella tappa di Siracusa oltre alla "fossa degli screamers" è stata creata una "screaming pool", ossia una piscina dove degli artisti venivano alcune volte invitati a tuffarsi insieme ad altri ragazzi.

### Seconda stagione

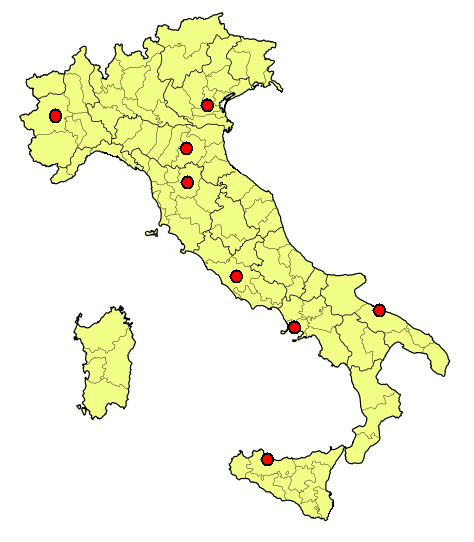
La mappa mostra le città dove lo show girerà durante l'estate del 2007.

| Città    | Location                    | Data inizio | Data fine    | Male host           | Female host      | Orario diretta |
| -------- | --------------------------- | ----------- | ------------ | ------------------- | ---------------- | -------------- |
| Padova   | Prato della Valle           | 30 aprile   | 5 maggio     | Alessandro Cattelan | Silvia Hsieh     | 15:00-16:00    |
| Torino   | piazza Vittorio Veneto      | 8 maggio    | 18 maggio    | Alessandro Cattelan | Silvia Hsieh     | 15:00-16:00    |
| Bologna  | Piazza XX Settembre         | 22 maggio   | 1º giugno    | Alessandro Cattelan | Michela Coppa    | 15:00-16:00    |
| Firenze  | Piazzale Michelangelo       | 5 giugno    | 15 giugno    | Alessandro Cattelan | Michela Coppa    | 15:00-16:00    |
| Napoli   | Maschio Angioino            | 19 giugno   | 29 giugno    | Alessandro Cattelan | Michela Coppa    | 19:00-20:00    |
| Bari     | Piazza del Ferrarese        | 3 luglio    | 13 luglio    | Alessandro Cattelan | Giorgia Palmas   | 19:00-20:00    |
| Palermo  | Spiaggia di Mondello        | 18 luglio   | 28 luglio    | Alessandro Cattelan | Melissa Satta    | 19:00-20:00    |
| Roma     | Piazza San Giovanni         | 5 settembre | 14 settembre | Alessandro Cattelan | Elena Santarelli | 15:00-16:00    |
| Corleone | Piazza Falcone e Borsellino | 20 dicembre | 22 dicembre  | Alessandro Cattelan | Elena Santarelli | 15:00-16:00    |

#### Il palco

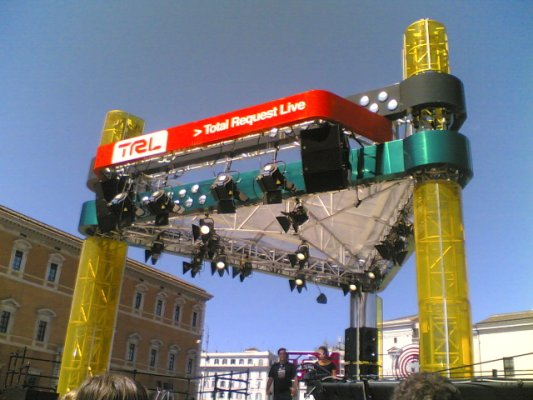
Il palco allestito nella tappa di Roma.

Il palco a differenza dell'anno precedente è molto più grande ed è stato presentato per la seconda edizione dei TRL Awards.
Una delle particolarità è l'assenza della "tower", sostituita dall'"arena" dove i fan si trovano intorno ad uno spazio circolare del palco dove possono sedersi sui degli spalti e che ha disegnata sul pavimento una serie di cerchi concentrici che ricordano un disco in vinile, con il logo di MTV come etichetta. In alto sulla parte frontale sono presenti tre bande colorate, 1 verde in basso, 1 nera in alto ed 1 rossa al centro in rilievo: su quest'ultima è riportato il logo del programma e, accanto, il suo titolo.
Il palco è triangolare, con una passerella al centro al quale attorno vengono accolti i ragazzi della fossa degli Screamers, e sul fondo sono posizionati il logo di TRL in plastica rossa e trasparente, e quello di MTV, sempre nello stile del disco in vinile. Il ledwall è stato posizionato alla destra o alla sinistra del palco, in base allo spazio presente in piazza e alla migliore visibilità per il pubblico. Fino a quell'anno è stato il palco più grande della storia del tour di Total Request Live.

### Terza stagione

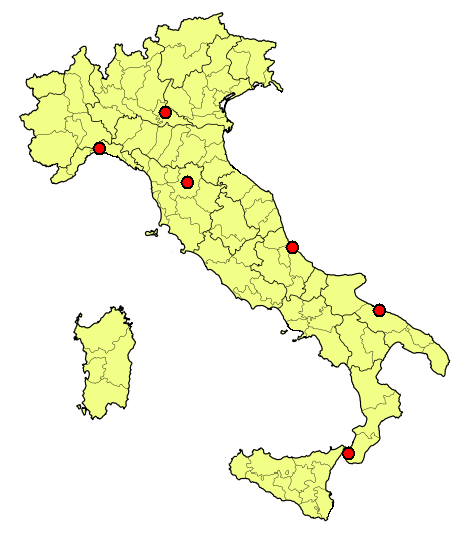
La mappa mostra i punti sulla cartina dove lo show è girato durante l'estate del 2008.

| Città           | Location                     | Data inizio | Data fine    | Male host                           | Female host      | Orario diretta |
| --------------- | ---------------------------- | ----------- | ------------ | ----------------------------------- | ---------------- | -------------- |
| Firenze         | Piazzale Michelangelo        | 26 maggio   | 5 giugno     | Alessandro Cattelan / Carlo Pastore | Elena Santarelli | 15:00-16:00    |
| Mantova         | Piazza delle Erbe            | 9 giugno    | 14 giugno    | Carlo Pastore                       | Elena Santarelli | 15:00-16:00    |
| Bari            | Piazza del Ferrarese         | 17 giugno   | 27 giugno    | Carlo Pastore                       | Elena Santarelli | 19:00-20:00    |
| Pescara         | Piazza I Maggio              | 1º luglio   | 11 luglio    | Carlo Pastore                       | Elena Santarelli | 19:00-20:00    |
| Reggio Calabria | Lungomare di Reggio Calabria | 16 giugno   | 26 luglio    | Carlo Pastore                       | Elena Santarelli | 19:00-20:00    |
| Genova          | Piazza Caricamento           | 6 settembre | 12 settembre | Carlo Pastore                       | Elena Santarelli | 15:00-16:00    |

#### Il palco

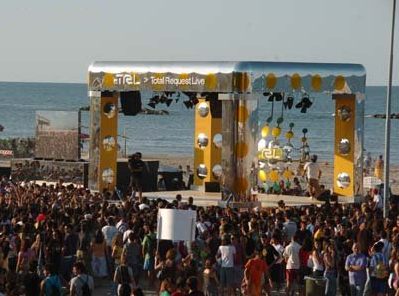
Il palco allestito nella tappa di Pescara.

Il palco è stato presentato al pubblico della trasmissione, durante la terza edizione dei TRL Awards. In confronto all'anno precedente era stato ancora ingrandito, ma sotto alcuni aspetti presenta molte somiglianze a quello dell'anno precedente. La base è stata nuovamente modificata: non più a base triangolare, ma a base rettangolare. Per coprire lievemente il backstage, sono stati utilizzati degli specchi dalla forma sferica di vari colori (verde, arancione e giallo) ed il logo della trasmissione al centro. Per l'evento svoltosi a Napoli, il palco era molto più grande e conteneva anche l'Arena, in cui i fan dello show potevano seguire da vicino la diretta televisiva. Per le tappe del tour invece, essa è stata eliminata, mentre la fossa degli screamers, confermata anche per questa edizione. Mentre in alcune tappe la passerella situata di fronte al palco, con ai lati il pubblico della fossa degli screamers, era presente, in altre città essa è stata completamente rimossa.

### Quarta stagione

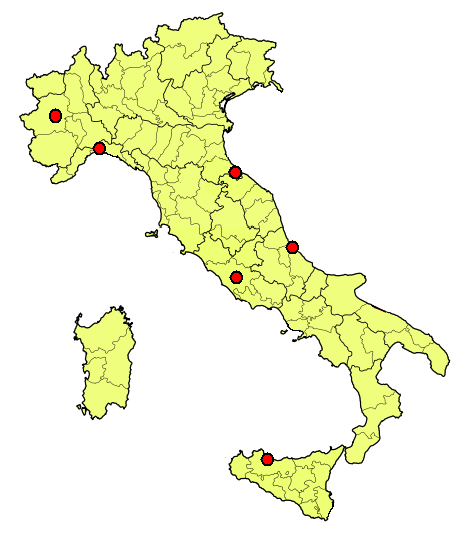
La mappa mostra i punti sulla cartina dove lo show ha girato durante l'estate del 2009.

| Città   | Location                 | Data inizio  | Data fine    | Host                                | Orario diretta |
| ------- | ------------------------ | ------------ | ------------ | ----------------------------------- | -------------- |
| Palermo | Foro Italico             | 25 maggio    | 4 giugno     | Carlo Pastore ed Elisabetta Canalis | 15:00-16:00    |
| Rimini  | Piazzale Fellini         | 9 giugno     | 19 giugno    | Carlo Pastore ed Elisabetta Canalis | 15:00-16:00    |
| Pescara | Viale della Riviera      | 30 giugno    | 10 luglio    | Carlo Pastore ed Elisabetta Canalis | 19:00-20:00    |
| Roma    | Foro Italico             | 15 luglio    | 26 luglio    | Carlo Pastore ed Elisabetta Canalis | 21:00-22:05    |
| Genova  | Nave Italia              | 7 settembre  | 11 settembre | Carlo Pastore ed Elisabetta Canalis | 15:00-16:00    |
| Torino  | Piazza Carlo Alberto     | 27 settembre | 1º ottobre   | Carlo Pastore ed Elisabetta Canalis | 15:00-16:00    |
| Roma    | Piazzale Ferruccio Parri | 13 novembre  | 25 novembre  | Carlo Pastore ed Elisabetta Canalis | 15:00-16:00    |

#### Il palco

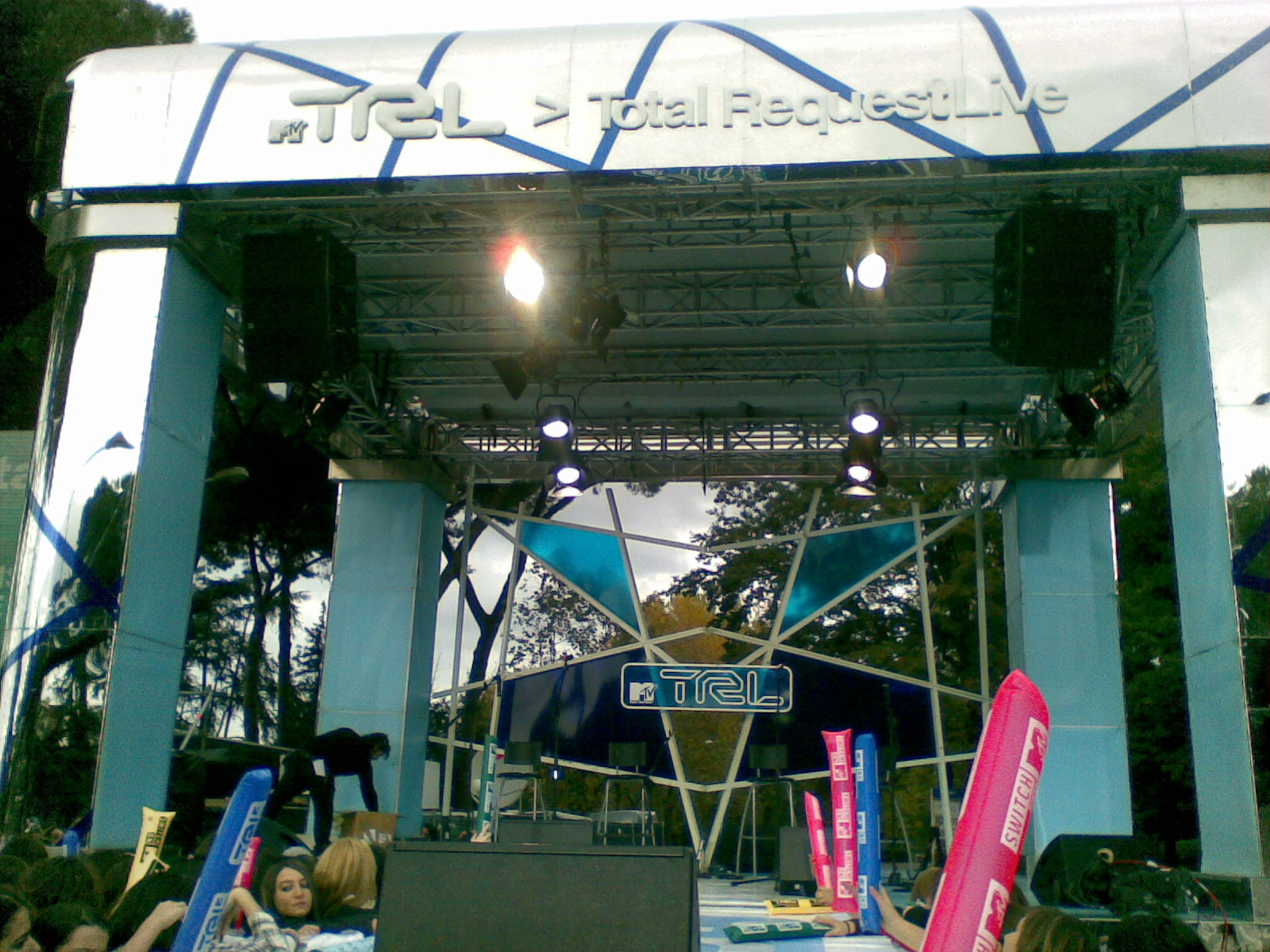
Il palco allestito nella tappa di Roma.

Il palco, a differenza degli anni precedenti, non è stato presentato in anteprima durante la quarta edizione dei TRL Awards. Molto simile a quello dell'anno precedente: sembra infatti che molte delle parti siano state riutilizzate, in quanto la base è la stessa e anche le dimensioni sono analoghe. Al centro della scenografia, per coprire almeno in parte il backstage, sono stati utilizzati dei blocchi di plastica dalla forma romboidale di colori azzurro e blu (per riprendere quelli della grafica dello show) con al centro il logo di TRL in bianco. Il ledwall è posizionato al fianco del palco, e la passerella, alla quale gravitano attorno i partecipanti alla fossa degli screamers, è situata di fronte al palco.
Nella tappa di Genova il palco non è stato utilizzato, in quanto lo show ha trasmesso dal ponte di una nave. È stata utilizzata solo una prima base per accogliere i conduttori e gli eventuali ospiti, con delle luci sullo sfondo per illuminare l'intera inquadratura, e una seconda base dove gli ospiti si esibivano con le loro performance.